# Blepisanis neavei
Blepisanis neavei là một loài bọ cánh cứng trong họ Cerambycidae.